# 星総合病院
星総合病院（ほしそうごうびょういん、英語: Hoshi General Hospital）は、福島県郡山市にある医療機関。公益財団法人星総合病院が運営する病院である。医療機関コードは、0311671。

## 概要
地域医療支援病院の承認を受けている。運営母体としての公益財団法人星総合病院は、指定管理者として三春町立三春病院（旧福島県立三春病院）及び三春町敬老園（養護老人ホーム）の業務を行っている。

## 診療科
- 内科
- 心療内科
- 消化器内科
- 循環器内科
- 呼吸器内科
- 神経内科
- 緩和ケア内科
- リウマチ科
- 小児科
- 外科
- 消化器外科
- 呼吸器外科
- 乳腺外科
- 肛門外科
- 整形外科
- 形成外科
- 美容外科
- 脳神経外科
- 心臓血管外科
- 皮膚科
- 泌尿器科
- 産婦人科
- 眼科
- 耳鼻咽喉科
- 気管食道外科
- 精神科
- リハビリテーション科
- 放射線科
- 病理診断科
- 麻酔科
- 歯科
- 歯科口腔外科

## 医療機関の指定等
- 保険医療機関
- 救急告示医療機関
- 労災保険指定医療機関
- 指定自立支援医療機関（更生医療・育成医療）
- 身体障害者福祉法指定医の配置されている医療機関
- 生活保護法指定医療機関
- 戦傷病者特別援護法指定医療機関
- 母体保護法指定医師の配置されている医療機関
- 地域医療支援病院
- 臨床研修指定病院
- 特定疾患治療研究事業委託医療機関
- 小児慢性特定疾患治療研究事業委託医療機関
- 自家培養軟骨使用認定施設
- 認知症疾患医療センター（地域型）

## 法人の施設
- 星総合病院
- 星ヶ丘病院
- 介護老人保健施設オリオン
- 三春町立三春病院
- 養護老人ホーム三春町敬老園
- ほし横塚クリニック
- ポラリス保健看護学院
- キャンプ場（名称未定。星ヶ丘病院北東部の瓜坪池西側に令和5年7月オープン予定。[1]）

## 交通アクセス
- JR東日本東北本線郡山駅下車、徒歩10分。

## その他
かつては郡山市大町2丁目に病院があったが、建物の老朽化が進んでいたため2011年（平成23年）1月に新築移転の認可が行われた。しかしその後、同年3月11日の東北地方太平洋沖地震で建物が大きく被災している。
2019年（令和元年）には令和元年東日本台風による逢瀬川の氾濫で浸水被害を受け、約25億円の損害が発生した。コンピュータ断層撮影装置（CT）や磁気共鳴画像装置（MRI）などの高額な装置が水につかったことが響いたとされている。
福島県郡山市のJR郡山駅に近い大町2丁目にある日本通運郡山支店（約5000平方メートル）が移転する方針を決め、跡地の借り手として南隣に廃止した病院を持つ星総合病院（郡山市）が名乗りを上げていることが判明。借り手企業が決まれば長年の懸案だった駅北西部の旧星総合病院一帯の再開発が動き出す可能性が高いとされている。